# ساقه پیوندی
ساقه پیوندی (به انگلیسی: Connecting stalk) یا ساقه پیکری (به انگلیسی: body stalk) یک ساختار جنینی است که در هفته سوم رشد تشکیل می‌شود و رویان را به پوسته تروفوبلاست خود پیوند می‌دهد. ساقه پیوندی از مزودرم فزون‌جنینی مشتق شده است. در ابتدا به صورت دمی تا دیسک جوانه سه‌لایه قرار می‌گیرد، اما با تا شدن جنینی بعدی، ساقه بدن موقعیت شکمی‌تری به خود می‌گیرد. انبساط پیشرونده آمنیون از حلقه ناف (در اطراف ریشه‌های مجرای ویتلین و ساقه اتصال) یک لوله با پوشش غشای آمنیوتیک با آلانتویس و عروق نافی به عنوان محتوای آن و مزودرم ساقه پیوندی به عنوان ماده زمین ایجاد می‌کند. این ماده زمینی مزودرمی فزون‌جنینی، ژله وارتون آینده را تشکیل می‌دهد. غشای آمنیوتیک و محتویات آن بند ناف را تشکیل می‌دهند که جنین و جفت را به هم پیوند می‌دهند.
ریشه ساقه پیوندی دارای آلانتویس به عنوان یک دیورتیکول از اندودرم روده عقبی همراه با عروق ناف است.
ناهنجاری‌ها معمولاً به عنوان ناهنجاری‌های ساقه پیکری شناخته می‌شوند و تقریباً در ۱ در ۱۵۰۰۰ تولد رخ می‌دهند. آنها به دلیل نقص در تشکیل چین‌های جنینی سَری، دمی و کناری هستند که سبب کاهش یا نبود بند ناف می‌شود.